# Clytie syriaca
Clytie syriaca är en fjärilsart som beskrevs av Bugnion 1837. Clytie syriaca ingår i släktet Clytie och familjen nattflyn. Inga underarter finns listade i Catalogue of Life.